# La Calahorra
La Calahorra település Spanyolországban, Granada tartományban. La Calahorra Alquife, Aldeire, Lanteira, Valle del Zalabí, Ferreira és Huéneja községekkel határos. Lakosainak száma 681 fő (2024).

## Népesség
A település népessége az elmúlt években az alábbi módon változott:
| Lakosok száma | 841  | 813  | 766  | 800  | 797  | 748  | 700  | 673  | 664  | 681  |
|               | 2001 | 2004 | 2006 | 2009 | 2011 | 2014 | 2016 | 2019 | 2021 | 2024 |